# 이병정
이병정(1742년 ~1804년)은 조선 후기의 문신으로 정조의 총애를 받았던 대신이며, 본은 전주이고, 조선 세종의 서자 영해군의 12대손으로, 판서 이창수의 아들이며, 여성 실학자 빙허각 이씨의 친오빠가 된다.

## 생애
영조 때인 1767년, 문과에 급제해서 설서, 정언, 지평, 수찬, 겸사서를 지내고 수찬과 검토관, 헌납을 거쳐 수찬, 교리, 겸사서, 헌납을 지내고 문사낭청과 부교리를 거쳐 승지가 되고 이후 대사간과 부제학을 거쳐 정조 즉위 후 봉산군수로 외직에 나가지만 이후 이조참의가 되고 곧 홍문관부제학이 된다. 연이어 성균관대사성을 거쳐 홍충도관찰사를 하다가 이조참판이 되고 사헌부대사헌을 거쳐 대사성과 이조참판, 동지의금부사, 사간원대사간, 홍문관부제학, 동지경연사 등 조정의 주요 요직을 거쳐 다시 이조참판이 되고 사간원대사간을 거쳐 울진현령에 이어 한성부좌윤, 이조참판, 동지경연사를 거쳐 홍문관제학, 예조판서, 동지성균관사, 공조판서, 동지경연사를 거쳐 개성유수가 되고 연이어 이조판서를 하다가 수어사에 이어 다시 홍문관제학이 된 뒤 예문관제학으로 옮겼고 사헌부대사헌을 거쳐 다시 예문관제학, 예조판서를 한 뒤에 이후 이조판서로 다시 임명되었고 그 사이에 예문관제학과 사헌부대사헌을 했다. 연이어서 대사헌에 있다가 여주목사가 되었는데 다시 동지성균관사로 복귀해 의정부우참찬이 되고 이조판서, 홍문관제학, 형조판서를 거쳐 판의금부사, 홍문관제학, 공조판서, 예조판서를 지내고 순조 때 예문관제학으로 지경연사를 겸하고 이조판서로 내의원제조를 겸하다가 판의금부사를 거쳐 함경도관찰사로 외직에 나갔다가 이후 홍문관제학으로 조정에 복귀해 한성부판윤을 거쳐 병조판서로 실록청당상이 되고 판의금부사, 병조판서, 공조판서를 하다 지돈녕부사에 임명된 뒤 1804년에 졸하였다.